# تفسيرات ميكانيكا الكم
تفسيرات ميكانيكا الكم هي مجموعة من النظريات التي تحاول شرح كيفية تناظر نماذج ميكانيكا الكم الرياضية مع الظواهر التي نشهدها في الواقع. رغم أن نظرية ميكانيكا الكم صمدت أمام اختبارات صارمة ومتناهية الدقة في نطاق واسع من التجارب (إذ لم تخالف التجارب أيًا من تنبؤات ميكانيكا الكم)، لكن لا يزال الجدال قائمًا بين عدة مذاهب فكرية حول تفسير النظرية. تختلف تلك التفسيرات بشأن بعض الأسئلة الجوهرية مثل: هل ميكانيكا الكم حتمية أم عشوائية؟ أي من مظاهر ميكانيكا الكم يُعد «حقيقيًا»؟ ما هي طبيعة القياس؟ إلى جانب عدة قضايا أخرى.
على الرغم من إنفاق العلماء قرنًا بأكمله تقريبًا في النقاش والتجارب، لم يصل الفيزيائيون وفلاسفة الفيزياء حتى الآن إلى اتفاق بشأن أي من التفسيرات المتاحة حاليًا يمثل الواقع بأفضل شكل ممكن.

## التاريخ
تتطورت مفاهيم الفيزياء الكمية (مثل الدالة الموجية وميكانيكا المصفوفة) عبر عدة مراحل. فمثلًا، اعتبر إرفين شرودنغر في البداية أن الدالة الموجية للإلكترون تمثل توزيع الشحنة في الفراغ المحيط بالإلكترون، بينما أعاد ماكس بورن تعريف الدالة الموجية بحيث تصبح القيمة المطلقة لجذر مربع الدالة الموجية تعبر عن كثافة احتمال وجود الإلكترون في مكان ما في الفراغ.
يُشار إلى مجموع آراء رواد الفيزياء الأوائل مثل نيلز بور وهايزنبرغ بـ«تفسير كوبنهاغن»، ولكن يرى بعض الفيزيائيين والمؤرخين أن هذا المصطلح يغطي على الاختلافات القائمة بين الآراء التي يشملها هذا المصطلح. رغم أن الأفكار المشابهة لتفسير كوبنهاغن لم تحظَ بتأييد جميع العلماء، فقد بدأت النظريات الأخرى بالظهور في الخمسينيات، مثل نظرية دي بروي–بوم الخاصة بديفيد بوم، ونظرية العوالم المتعددة لهيو إيفيرت الثالث.
إلى جانب ذلك، فإن الموقف الرسمي من تلك النظريات (وهو تجاهل جميع التفسيرات) يواجه تحديًا من قبل بعض التجارب المقترحة القابلة للدحض التي من شأنها أن تميز بين التفسيرات المتعددة، مثل محاولة قياس وعي الذكاء الاصطناعي أو عبر الحوسبة الكمية.

قال الفيزيائي ديفيد ميرمين ذات مرة: «تظهر عدة تفسيرات جديدة كل عام، ولكن لا يختفي أيٌّ منها». يمكن تصور فكرة تقريبية عن تطور الرأي الشائع في أوساط العلماء خلال التسعينيات وحتى بداية الألفينات من خلال مجموعة آراء العلماء الملتقطة في أحد استطلاعات الرأي التي أجراها شلوسهاور في مؤتمر «فيزياء الكم وطبيعة الواقع» في شهر يوليو من عام 2011. استشهد الكاتب باستطلاع مشابه أجراه الفيزيائي ماكس تيغمارك في مؤتمر «قضايا رئيسية في النظرية الكمية» عام 1997. توصل الكاتب في النهاية إلى أن تفسير كوبنهاغن لا يزال طاغيًا في أوساط العلماء، إذ حصل على أكبر نسبة تأييد في استطلاع الرأي الخاص به (42%)، ورغم ذلك، تحظى نظرية العوالم المتعددة بشهرة صاعدة:
«لا يزال تفسير كوبنهاغن طاغيًا، وبالأخص عند إدماجه بالأفكار الحديثة المشتقة منه، مثل التفسيرات القائمة على أساس المعلومات وتفسير فيزياء الكم البايزية. أما في الاستطلاع السابق الذي أجراه تيغمارك، فقد حصل تفسير إيفريت على نسبة 17% من الأصوات، وهي نسبة مقاربة لنسبة الأصوات التي حصلنا عليها في استطلاعنا (18%)».

## ملخص التفسيرات

### التصنيف الذي اعتمده أينشتاين
يمكن أن يندرج التفسير (أي تفسير دلالات التعبيرات الرياضية الصورية في ميكانيكا الكم) إلى عدة تصنيفات مختلفة على حسب طريقة التعامل مع بعض القضايا التي ناقشها أينشتاين، ومنها:
- الواقعية
- الاكتمال
- الواقعية المحلية
- الحتمية

حتى نتبين معاني تلك المفاهيم؛ لا بد من صياغة تعريف صريح للتصور الذي يزودنا به التفسير. ولذا سوف نفترض أن التفسير يعبر عن تناظر معين بين أحد عناصر التعبير الرياضي الصوري «إم M» وبين أحد عناصر هيكل التفسير «آي I»، حيث:
- يتألف التعبير الرياضي «إم» من منظومة يُعبر عنها بفضاء هيلبرت تتكون بدورها من مجموعة من متجهات كيت، وعمليات هيرميتية داخل فضاء متجهات كيت، ومعامل ارتباط زمني يساوى الواحد الصحيح، وعمليات قياس. وفي هذا السياق، فإن عمليات القياس تعبر عن تحول متجهي يؤدي إلى تحول متجهات كيت إلى دوال توزيع الاحتمال.
- يتضمن هيكل التفسير «آي» حالات كمية، وانتقالات بين الحالات، وعمليات قياس، ومعلومات الخاصة بالامتداد المكاني لتلك العناصر. تشير عملية القياس إلى عملية تنتج عنها قيمة معينة، وقد تؤدي عملية القياس إلى تغير حالة النظام. تظهر المعلومات المكانية داخل الحالات التي نعبر عنها في صورة دوال في فضاء البارامترات. قد تكون الانتقالات غير حتمية أو عشوائية أو قد يوجد عدد لانهائي من الحالات.

الجزء المحوري في التفسير هو محاولة إيجاد عناصر «آي» التي يمكن اعتبارها حقيقية من ناحية فيزيائية.
يعود تاريخ مفهوم الواقعية والاكتمال بمعناهما الحالي إلى عام 1935 في الورقة البحثية التي ناقش فيها أينشتاين وآخرون مفارقة إي بي آر. اقترح الكتاب في تلك الورقة مفهوم «العنصر الواقعي»، و«اكتمال النظرية الفيزيائية». وقد عبروا عن العنصر الواقعي بكمية معينة يمكن التنبؤ بمقدارها يقينيًا قبل قياسها أو تشويشها، وعرّفوا النظرية الفيزيائية المكتملة بأنها نظرية تأخذ في عين الاعتبار جميع عناصر الواقع الفيزيائي. أو بعبارة أخرى، يُعد التفسير مُكتملًا عند ظهور جميع عناصر هيكل التفسير في النماذج الرياضية. وبطريقة مشابهة، تُعد الواقعية خاصية من أحد خصائص العناصر الرياضية، إذ يُعد العنصر الرياضي عنصرًا حقيقيًا عندما يناظر عنصرًا ما في هيكل التفسير. على سبيل المثال، تقترن متجهات كيت المرتبطة بحالة النظام في بعض تفسيرات ميكانيكا الكم (مثل تفسير العوالم المتعددة) بأحد عناصر الواقع الفيزيائي، بينما لا يحدث ذلك في بعض التفسيرات الأخرى.
الحتمية هي خاصية تعبر عن تغير الحالات نتيجةً لمرور الزمن، أي أن الحالة في لحظة مستقبلية تعتمد على نفس الحالة في اللحظة الحاضرة. قد لا يبدو واضحًا ما إذا كان أحد التفسيرات حتميًا أم لا، إذ قد لا يوجد خيار واضح للبارامتر الزمني. إلى جانب ذلك، قد تحتوي نظرية ما على تفسيرين أحدهما حتمي والآخر ليس كذلك.
تنطوي الواقعية المحلية على وجهين:
- القيمة الناتجة عن قياس معين تناظر قيمة دالة ما في فضاء الحالات، أو بعبارة أخرى، تعبر تلك القيمة عن عنصر واقعي.
- تأثير عملية القياس مُقيد بسرعة انتشار لا تتجاوز قيمة كونية معينة (على سبيل المثال سرعة الضوء). إذًا ينبغي على عمليات القياس أن تكون محصورة في نطاق معين حتى يصبح هذا المفهوم صحيحًا.

اقترح الفيزيائي جون بل صياغة دقيقة لخاصية الواقعية المحلية بدلالة نظرية المتغير المحلي المختبئ.
تفرض مبرهنة بل إلى جانب الاختبارات التجريبية قيودًا على نوع الخصائص التي يمكن أن تحتويها نظرية كمية معينة، ويترتب على ذلك أن نظرية ميكانيكا الكم لا يمكنها أن تستوفي شروط كلٍّ من مبدأ المحلية والقطعية الافتراضية معًا.
بغض النظر عن اهتمام أينشتاين بالقضايا التفسيرية، فقد تقبل ديراك وعدة علماء فيزياء كمية بارزين تقدمات النظرية التقنية، بينما تجاهلوا المظاهر التفسيرية أو خصصوا لها وقتًا قليلًا.

### تفسير كوبنهاغن
تفسير كوبنهاغن هو التفسير القياسي لميكانيكا الكم الذي صاغه نيلز بور وفيرنر هايزنبرغ خلال تعاونهما في كوبنهاغن حوالي عام 1927. طوّر بور وهايزنبرغ التفسير الاحتمالي للدالة الموجية الذي افترضه ماكس بورن. يعترض تفسير كوبنهاغن على بعض الأسئلة باعتبارها بلا معنى مثل «أين كان الجسيم قبل قياس مكانه؟». تختار عملية القياس أحد الاحتمالات العديدة التي تسمح بها الدالة الموجية للحالة بطريقة متوافقة مع الاحتمالات المقترنة بكل حالة ممكنة. طبقًا لهذا التفسير، فإن تفاعل المراقب أو جهاز القياس الخارجي مع النظام الكمي هو السبب الكامن وراء انهيار الدالة الموجية، ولذا يرى بول ديفيس أن: «الواقع المرئي يتمثل في عمليات رصد الإلكترون لا الإلكترون ذاته».

### تفسير العوالم المتعددة
تفسير العوالم المتعددة هو أحد تفسيرات ميكانيكا الكم التي تتضمن دالة موجية كونية تخضع إلى نفس القوانين الحتمية القابلة للعكس في جميع الأوقات، وبصفة خاصة تقول تلك النظرية إنه لا وجود لانهيار دالة موجية مقترن بإجراء عملية القياس. وتزعم النظرية أن الظواهر المقترنة بالقياس يمكن تفسيرها عن طريق ظاهرة التفكك الكمي التي تحدث عندما تتفاعل الحالات مع البيئة المحيطة ما يؤدي إلى التشابك الكمي، ويترتب على ذلك «انقسام» الكون بصفة متكررة إلى عدة خطوط زمنية بديلة غير قابلة للرصد، أو بعبارة أخرى، انقسام الكون إلى عدة أكوان متميزة عن بعضها.

### التواريخ المتوافقة
يعمم تفسير التواريخ المتوافقة تفسير كوبنهاغن التقليدي، وهو يحاول تقديم تفسير طبيعي لعلم الكون الكمي. تستند النظرية إلى معيار توافقي يسمح بوصف تاريخ نظام معين بحيث تخضع احتمالات كل تاريخ إلى قوانين الجمع الخاصة بعلم الاحتمالات الكلاسيكي. يُزعم أن تلك النظرية متوافقة مع معادلة شرودنغر.
طبقًا لتلك النظرية، فإن هدف النظرية الكمية الميكانيكية هو التنبؤ بالاحتمالات النسبية للتواريخ البديلة المتعددة الخاصة بجسيم على سبيل المثال.

### نظرية دي بروي–بوم
نظرية دي بروي–بوم في ميكانيكا الكم هي نظرية من ابتكار الفيزيائي لويس دي بروي وطورها ديفيد بوم لاحقًا حتى تشمل القياسات. من المعروف أن حركة الجسيمات (التي تتميز بمواقع معينة طوال الوقت) موجهة بواسطة دالة موجية. تتغير تلك الدالة بمرور الوقت طبقًا لمعادلة شرودنغر الموجية، ولا تنهار تلك الدالة الموجية مطلقًا. تفترض النظرية وجود زمكان واحد مفرد، وهي نظرية حتمية وغير محلية. وتخضع فيها عملية قياس المكان والزخم آنيًا إلى مبدأ هايزنبرغ المعتاد. تُصنف تلك النظرية ضمن نظريات المتغير المختبئ، وهي تستوفي شروط متباينة بيل نظرًا إلى كونها غير محلية. تحل تلك النظرية مسألة القياس الكمي عن طريق افتراض وجود أماكن محددة لجميع الجسيمات في جميع الأزمنة. تفسر النظرية ظاهرة انهيار الدالة الموجية بدلالة علم الظواهر.